# 溫泉寺

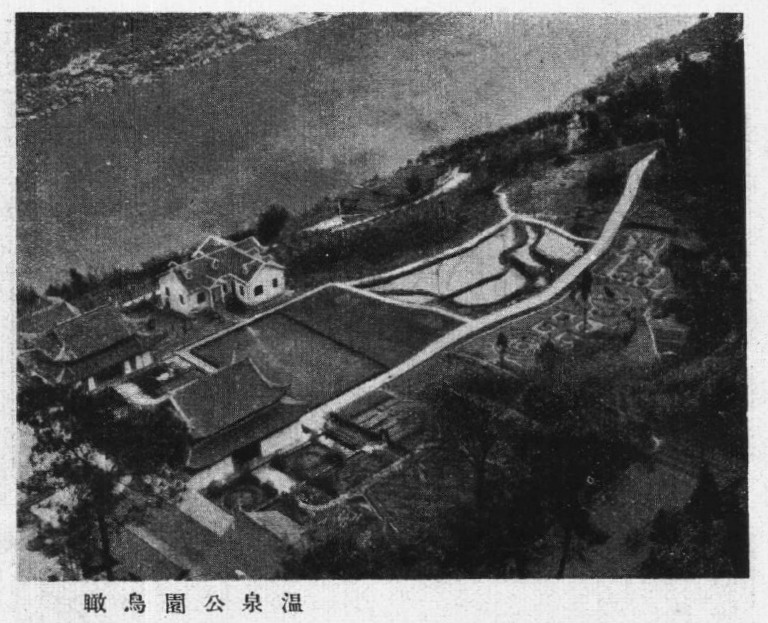
民國24年前之溫泉公園鳥瞰

北溫泉寺位於重慶市北碚區北温泉街道北温泉公园内，文物遺址年代為宋代-民國，1962年2月18日列為重慶市第一批文物古蹟保護單位。1987年1月23日列為重慶市第二批市級文物保護單位初定名單。1992年3月19日列為重慶市第二批市級文物保護單位。2000年9月7日列為第一批重慶市文物保護單位。